# 南乡镇 (横州市)
南乡镇，是中华人民共和国广西壮族自治区南宁市横州市下辖的一个乡镇级行政单位。

## 行政区划
南乡镇下辖以下地区：
南乡社区、板路社区、红宜村、陈塘村、桥板村、碑塘村、蔡村、合山村、天亮村、松柏村、五合村、高山村、社头村、大沙村、三榃村、高义村、竹莲村、广龙村、民生村和竹瓦村。